# Зубастики (серія фільмів)
«Зубастики» (англ. The Critters) — серія комедійних фільмів жахів. У центрі оповіді усіх фільмів — протистояння людського роду расі інопланетних монстрів, які називаються Зубастики.

## Опис Зубастиків
Зубастики — маленькі круглі істоти з іншої планети, які можуть згортатися в клубок, як їжаки, і дуже швидко перекочуватися з місця на місце. Вони дуже агресивні і нападають на людей. Серед інших характеристик цих істот слід згадати здатність метати снодійні голки і підвищений в порівнянні з тваринами інтелект, який проявляється в організованих колективних діях і здатності до мовного спілкування. Виразність цих характеристик істотно залежить від розміру зубастиків. Чим більше вони поглинають їжі, тим швидше ростуть, тим вище стає їх інтелект і агресивність. Найбільш великі екземпляри зубастиків здатні розібратися в технічних системах, управляти механізмами, космічними кораблями, тощо. Здатність до швидкого розвитку, мабуть, записана в їх генетичний код і успадковується. Харчуються зубастики будь-якими теплокровними істотами, включаючи людину. Про спосіб розмноження точних даних немає. Мабуть, має місце розмноження шляхом партеногенезу чи гермафродитизму. Зубастики відкладають одне або кілька яєць в затишних захищених від прямих сонячних променів місцях. Через деякий час з яєць вилуплюються повністю сформовані, готові до самостійної життєдіяльності особини.
Раса зубастиків була практично повністю знищена космічними прибульцями, про яких людям відомо ще менше, ніж про Зубастик. Однак космічна конвенція забороняє повне знищення будь-якого виду, навіть такого небезпечного, як зубастики, тому ті зубастики, що залишилися живими, були вилучені космічними прибульцями і законсервовані.

## Фільми

### Зубастики
Перший фільм розповідає про появу Зубастиків на фермі однієї сім'ї, яка мешкає у невеликому містечку. Після боротьби, яка не обійшлася без жертв, хлопчикику вдається неітралізувати Зубастиків, не без допомоги раси космічних мисливців.

### Зубастики 2
У продовженні подорослішавший герой знову стикається з маленькими монстрами, коли з'ясовується, що перед тим, як їх винищили у першій частині, Зубастики встигли відкласти яйця, з яких незабаром з'явився новий виводок чудовиськ. Цього разу вони стають більш винахідливими, і вигадують нові форми руху задля поглинання їжі, наприклад кооперуюються у велику кулю, яку складніше знищити. Але і цього разу раса космічних мисливців та головні герої, отримують перемогу.

### Зубастики 3
Зубастики перебираються до великого міста у третій частині, та тероризують мешканців багатоповерхового будинку.

### Зубастики 4
Дія четвертого фільму перенесено до космосу, де Зубастики опиняються на космічному кораблі мисливців за монстрами.

### Зубастики. Мисливець за головами
У 2014 році вийшов короткометражний фільм про інопланетного мисливця, що знищує Зубастиків на Землі. Це цілковитий фан-фільм.

## Телебачення
«Зубастики: Новий загул» знімали в Канаді в середині 2018 року. Зйомки закінчилися у Ванкувері. Серіал показує, як істоти, яких переслідують міжгалактичні мисливці за головами, повертаються на Землю з секретною місією. Прем'єра серіалу відбулася на Shudder 21 березня 2019 року.